# حارة القيادة (صنعاء)
حارة القيادة هي إحدى حارات حي التحرير بمديرية التحرير إحد مديريات العاصمة اليمنية صنعاء، بلغ تعداد سكانها 209 نسمة حسب تعداد اليمن لعام 2004.